# Laundos
Laundos is een plaats (freguesia) in de Portugese gemeente Póvoa de Varzim en telt 2131 inwoners (2001).